# Spiere-Helkijn
Spiere-Helkijn (franska: Espierres-Helchin) är en kommun i Belgien.   Den ligger i provinsen Västflandern och regionen Flandern, i den västra delen av landet, 70 km väster om huvudstaden Bryssel. Antalet invånare är 2 123.
Trakten runt Spiere-Helkijn består till största delen av jordbruksmark. Runt Spiere-Helkijn är det tätbefolkat, med 308 invånare per kvadratkilometer.